# 1987 VR
1987 VR är en asteroid i huvudbältet som upptäcktes den 15 november 1987 av den tjeckiske astronomen Antonín Mrkos vid Kleť-observatoriet i Tjeckien.
Asteroiden har en diameter på ungefär 9 kilometer och den tillhör asteroidgruppen Eos.